# Thermotunneling
Thermotunnelung (engl. thermo tunneling) ist ein postuliertes physikalisches Prinzip für Wärmekraftmaschinen und Wärmepumpen, das auf dem Tunneleffekt basiert und Gemeinsamkeiten mit einem Thermoelement aufweist. 
Es ist mit dem Seebeck- bzw. dem Peltier-Effekt vergleichbar. Der geschätzte mögliche Wirkungsgrad zum Kühlen lag zunächst bei rund 55 % des Carnot-Wirkungsgrades. Damit wäre das Verfahren etwas effizienter als eine Wärmepumpe beziehungsweise eine Kompressor-Kältemaschine im Kühlschrank. Prototypen erreichten allerdings nur 5 % Wirkungsgrad und bereits 2001 wurde ein Artikel veröffentlicht, nach dem der Effekt bei allen bekannten Materialien sogar ineffizienter als der Peltier-Effekt ist.

## Prinzip
Anstatt zwei verschiedene Metalle oder Halbleiter wie bei einem Thermoelement in Kontakt zu bringen, benutzt das Thermotunneling-Verfahren ein Vakuum zwischen den Materialien. Durch das Vakuum sind sie bezüglich der Wärmeleitung gut isoliert, obwohl sie nur rund 7 nm (70 Å) voneinander entfernt sind.
Die Elektronen können über das Vakuum hinweg tunneln. Um dies zu erleichtern, können an den Grenzflächen Mikrostrukturen oder spezielle Dotierungen aufgebracht werden. Die Mikrostrukturen verbieten verschiedene niederenergetische Quantenzustände. Dadurch befinden sich die Elektronen automatisch auf höheren Energieniveaus und tunneln so mit einer größeren Wahrscheinlichkeit über den Spalt.

## Effizienz
Zwar wird die Wärmeleitung über Gitterschwingungen durch den Vakuumspalt vollständig unterbunden. Dieser darf jedoch nur so breit sein, dass einzelne Elektronen über diesen Spalt quantenmechanisch tunneln können. Auf den ersten Blick scheint diese Unterbrechung der phononischen Wärmeleitung, also der Wärmeleitung über Gitterschwingungen, äußerst effizient zu sein. Bei einer Spaltgröße, welche ein quantenmechanisches Tunneln ermöglicht, sind die elektromagnetischen Kräfte jedoch derart groß, dass eine nahezu ungehinderte Weiterleitung der Gitterschwingungen aufgrund von elektromagnetischer Kopplung stattfindet.
Eine effiziente Entkopplung der Gitterschwingungen findet erst dann statt, wenn die Spaltgröße größer als die Wellenlänge der  Wärmestrahlung der Oberflächen ist. Bei Raumtemperatur liegt der Großteil der Schwarzkörperstrahlung im Bereich von einigen hundert Nanometern bis hin zu wenigen Mikrometern. Ein Spalt der diese Größe übersteigt, unterbindet jedoch weitgehend quantenmechanisches Tunneln. Ein Abstand, der ausreichend klein ist, um bei einer Temperaturdifferenz nennenswert elektrischen Strom fließen zu lassen ist so klein, dass über ihn hinweg außerdem ein nennenswerter Wärmestrom fließt. Die dieser Wärme entsprechende Enthalpie geht verloren, ohne dass sie in elektrische Energie umgesetzt wird. Das macht den gesamten Prozess ineffizient.

## Geschichte
Das Verfahren war schon in den 1970er-Jahren bekannt. Es wurde damals aber nicht weiter verfolgt, da man die sehr kleinen Abstände zwischen den Metallplatten nicht herstellen konnte. 
Momentan wird das Verfahren von den Unternehmen Borealis Exploration Limited und General Electric weiterentwickelt. Borealis entwickelt verschiedene Herstellungsverfahren: Bei einem werden poröse Materialien benutzt, um die Tunnelstrecke zu realisieren. Die Elektronen müssen in diesen Materialien eine mittlere freie Weglänge besitzen, die größer als die Schichtdicke ist, damit die Tunnelwahrscheinlichkeit hoch genug ist. Ein anderes Verfahren nutzt eine „verlorene“ dünne Schicht, zwischen den Kontakten, die nachträglich entfernt wird und einen dünnen Spalt zurücklässt.
Bei General Electric arbeitet man an der aktiven Regelung des Abstandes mit Piezoaktoren, wie sie auch im Tunnelmikroskop verwendet wird. Das Ziel ist die Entwicklung eines Kühl- oder Gefriergerätes, die 2005 aus dem US-amerikanischen Forschungs- und Entwicklungsprogramm Energy Efficient Building Technologies bezuschusst wurde.